# Roland Düringer

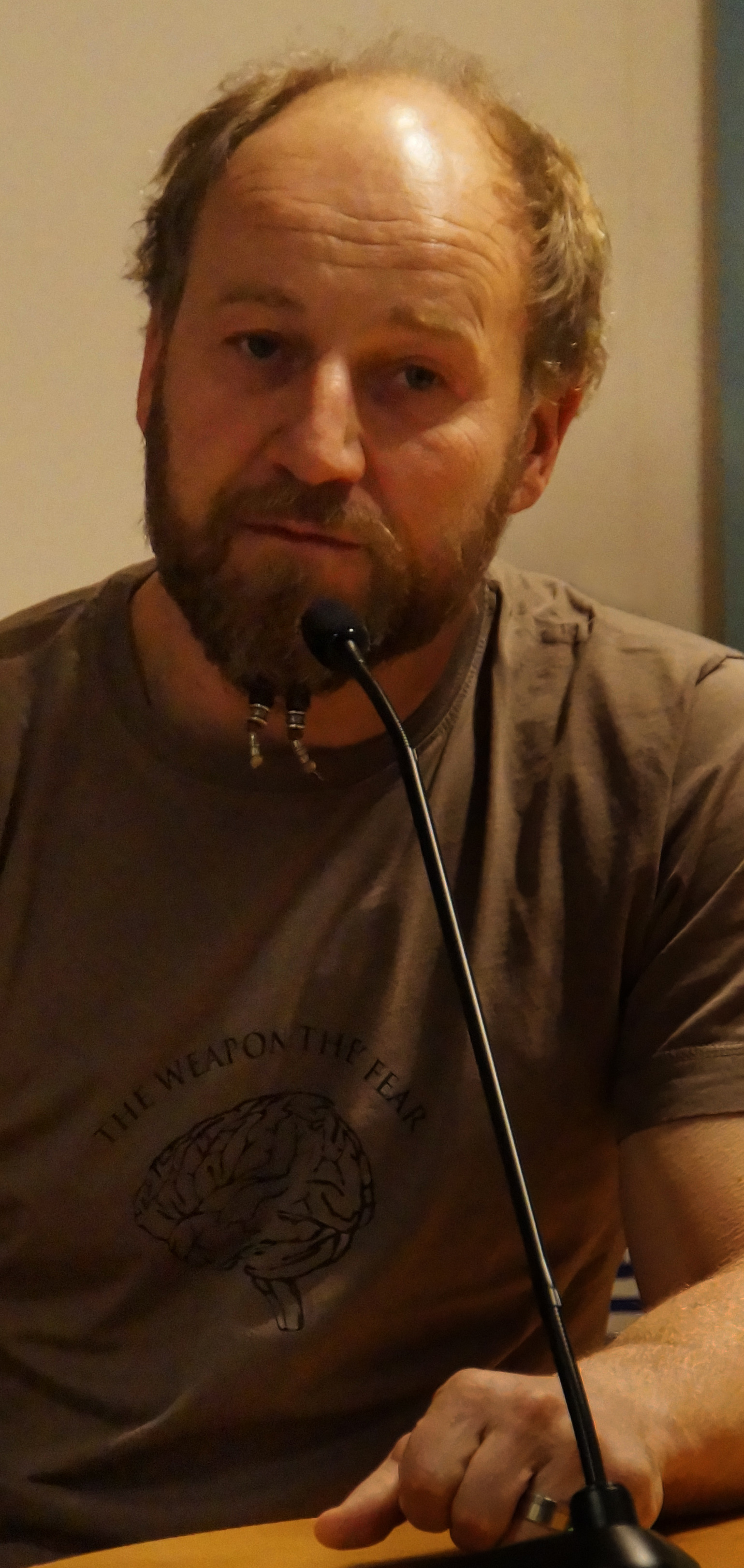
Roland Düringer, 2014

Roland Düringer (* 31. Oktober 1963 in Wien) ist ein österreichischer Kabarettist und Schauspieler.

## Leben
Düringers Vater war Garderober am Wiener Burgtheater. Durch diesen lernte Roland Düringer den Schauspieler Herwig Seeböck kennen und nahm an einem seiner Theaterworkshops teil, wo er auf Alfred Dorfer traf. Düringer absolvierte die Höhere Technische Lehranstalt für Maschinenbau, nebenbei spielte er im Ensemble von Seeböck. Seine Karriere begann er in der österreichischen Kabarettgruppe Schlabarett, in der er unter anderem mit Alfred Dorfer, Andrea Händler, Eva Billisich und Reinhard Nowak zusammen spielte. Die Kabarettgruppe löste sich 1992 nach Erfolgen mit den Programmen Atompilz von links (1985) und Kultur gegen alle (1986) auf.
Am 18. Jänner 1994 spielte Düringer sein erstes Solo-Kabarettprogramm Hinterholzacht, 20 Jahre Abrechnung. Ebenfalls 1994 erschien Muttertag – Die härtere Komödie, der erste Kinofilm der Schlabarett-Gruppe unter der Regie von Harald Sicheritz, in dem Düringer mehrere Rollen übernahm. 1995 hatte sein zweites Soloprogramm Superbolic Premiere. Im selben Jahr spielte Düringer in Harald Sicheritz’ Film Freispiel. Nach Rollen in der Fernsehserie Kaisermühlen-Blues schuf Düringer 1997 sein drittes Programm, Benzinbrüder, das österreichweit ein großer Erfolg wurde.
Einen Höhepunkt seiner Karriere erreichte Düringer mit der Kinofassung seines ersten Programms, Hinterholz 8. Der Film übers Hausbauen war in Österreich ein Riesenerfolg, in der österreichischen Kinohitliste von 1998 übertraf ihn nur Titanic. 1998 erhielt Düringer die Goldene Romy als bester österreichischer Schauspieler. 1999 spielte er in der TV-Produktion Die Jahrhundertrevue, erneut unter der Regie von Harald Sicheritz. Düringer drehte dann mit Alfred Dorfer die ORF-Sitcom MA 2412, die es zwischen 1998 und 2002 auf vier Staffeln und einen Kinofilm brachte. 2001 brachte er sein viertes Soloprogramm, 250 ccm – die Viertelliter-Klasse, auf die Bühne. Den nächsten österreichweiten Erfolg landete er 2002 mit dem Kinofilm Poppitz. Im September 2004 feierte sein Kabarettprogramm Düringer spielt Dürflinger Premiere.
Sein Kinofilm Die Viertelliterklasse lief ab März 2005 in den österreichischen Kinos. Düringer ist ein begeisterter Motorsportler, der 1999 ein eigenes Motocrossteam, Die Benzinbrüder MotoXtreme, gründete. Daher drehten sich seine Kabarettprogramme oft um Fahrzeuge und die Freuden und Leiden des Menschen mit ihnen. Düringer ist als einer der bekanntesten österreichischen Schauspieler unter anderem Werbeträger für VISA und für die Kampagne Denk an morgen beim Kühlschrank entsorgen des UFH Umweltforum Haushalt. Im Kabarettprogramm Düringer ab 4,99, zum ersten Mal präsentiert im März 2006 in Neukirchen am Großvenediger, übte er Kritik an der Konsumgesellschaft. Dabei wurde das Publikum intensiv in den Ablauf einbezogen und kurzerhand in Verkäufer und Käufer eingeteilt oder als Personal rekrutiert.
Am 2. Jänner 2013 veröffentlichte Düringer ein Videotagebuch, in dem er Begebenheiten aus seinem Leben und alltägliche Ereignisse kommentierte. Besondere Aufmerksamkeit in den Medien erregte sein Aufruf zur Selbstanzeige, nachdem Freisprüche gegen Mitglieder des Vereins gegen Tierfabriken vom Oberlandesgericht Wien aufgehoben worden waren.
Ab Mai 2009 wurden 13 Autos aus Düringers privater Sammlung für einen guten Zweck versteigert. Mit dem Erlös finanzierte Düringer einem wegen der Folgen eines Verkehrsunfalls gehbehinderten Fan einen behindertengerechten Minivan.
Die 2009 in Kasten bei Böheimkirchen gedrehte Fernsehserie Der wilde Gärtner, eine Mischung aus Comedy und Gartenmagazin, wurde vom ORF im Jahr 2011 ausgestrahlt.
Im Dezember 2011 hielt Düringer in der Sendung Dorfers Donnerstalk eine Wutbürgerrede, die in den österreichischen Medien für Aufregung sorgte. Auf YouTube erreichten die Aufnahmen innerhalb weniger Tage mehrere zehntausend Aufrufe. Die Rede basierte auf dem Buch Vom Systemtrottel zum Wutbürger von Rahim Taghizadegan und Eugen-Maria Schulak und wiederholt Mythen wie die EU-Verordnung zum Import von Karamelbonbons. Ende Mai veröffentlichte Düringer das Buch Das Ende der Wut, das er zusammen mit Schulak und Taghizadegan verfasst hat.
Im Dezember 2012 gab Düringer bekannt, er werde ab 1. Jänner 2013 als Experiment sein Leben auf minimale Bedürfnisse reduzieren, ähnlich denen, die in seiner frühesten Jugend geherrscht hatten, und „wie in den 70ern leben“. Er verzichtet seither auf bargeldloses Bezahlen, Handy, E-Mail, Fernseher, meidet Supermärkte, isst selten Fleisch und nutzt nach Möglichkeit öffentliche Verkehrsmittel. Auch wohnt er seither nicht mehr in seinem Haus, sondern in einem danebenstehenden 28 Quadratmeter großen Wohnwagen, der über ein Trocken-WC verfügt und somit unabhängig vom Kanalnetz ist. Darüber berichtete er in seinem Videoblog „Gültige Stimme“. Ab Mitte 2013 entstand aus mehrtägigen Interviews mit Clemens Arvay über dieses neue Lebensthema das Buch Leb wohl, Schlaraffenland.
Zwischen Mai 2015 und April 2017 war die Talkshow „Gültige Stimme“ im Privatsender Puls 4 zu sehen. Der Prämisse folgend, jeden einzelnen Menschen als eine potenziell „gültige Stimme“ zu betrachten und selbige ausgewählt als solche in einen medial öffentlichen, mitunter existenziell-ökophilosophischen und systemkritischen Diskurs zu verwickeln, zählten neben der gängigen Meinung nach Esoteriker wie etwa Ruediger Dahlke auch (Ex-)Politiker wie Michael Spindelegger, Rudolf Hundstorfer oder Irmgard Griss sowie ab November 2016 auch Menschen des Alltags ohne mediales Öffentlichkeitswirken zu den Gästen der Sendung. Als bekannt wurde, dass Düringer plant, mit eigener politischer Liste bei den kommenden Nationalratswahlen anzutreten, wurde die Zusammenarbeit zwischen Düringer und Puls 4 nicht mehr verlängert.
Am 28. September 2016 wurde Düringer für den satirischen Negativpreis Goldenes Brett vorm Kopf 2016 nominiert, weil er nach Ansicht der Jury mit einem „Arsenal an Verschwörungstheorien“ kokettiere.
Am 21. September 2016 gründete Düringer die Partei „Meine Stimme gilt“, um damit bei der nächsten Nationalratswahl anzutreten. Bis zum 18. August 2017 erhielt die Liste 4500 Unterstützungserklärungen und erreichte damit die notwendige Zahl von 2600 Unterschriften für die Kandidatur bei der Nationalratswahl. Düringer kündigte an, im Falle eines Einzuges der Partei nicht selbst in den Nationalrat zu gehen. Die Abgeordneten sollten als Sprecher von Bürgerparlamenten fungieren und keine eigenen Positionen vertreten. Die Liste scheiterte mit 0,9 Prozent der Stimmen an der Vier-Prozent-Hürde.
Während der COVID-19-Pandemie äußerte sich Düringer mehrfach kritisch zu den Maßnahmen der Bundesregierung. Er nahm an der Aktion Allesdichtmachen sowie der Nachfolgeaktion AllesaufdenTisch teil. Er sprach sich zudem gegen eine Impfpflicht aus und trat als Redner bei Demonstrationen auf.

## Privatleben
Roland Düringer wuchs in Wien-Favoriten auf und hat darüber in der Dokumentation Mein Favoriten berichtet. 2001 wurde er Vater einer Tochter. Er heiratete 2007, lebte in der Nähe von St. Pölten und zog später in die Nähe von Gablitz. Zu seinem 50. Geburtstag sendete der ORF die Dokumentation Roland Düringer – 50 Jahre ungebremst.

## Kabarett

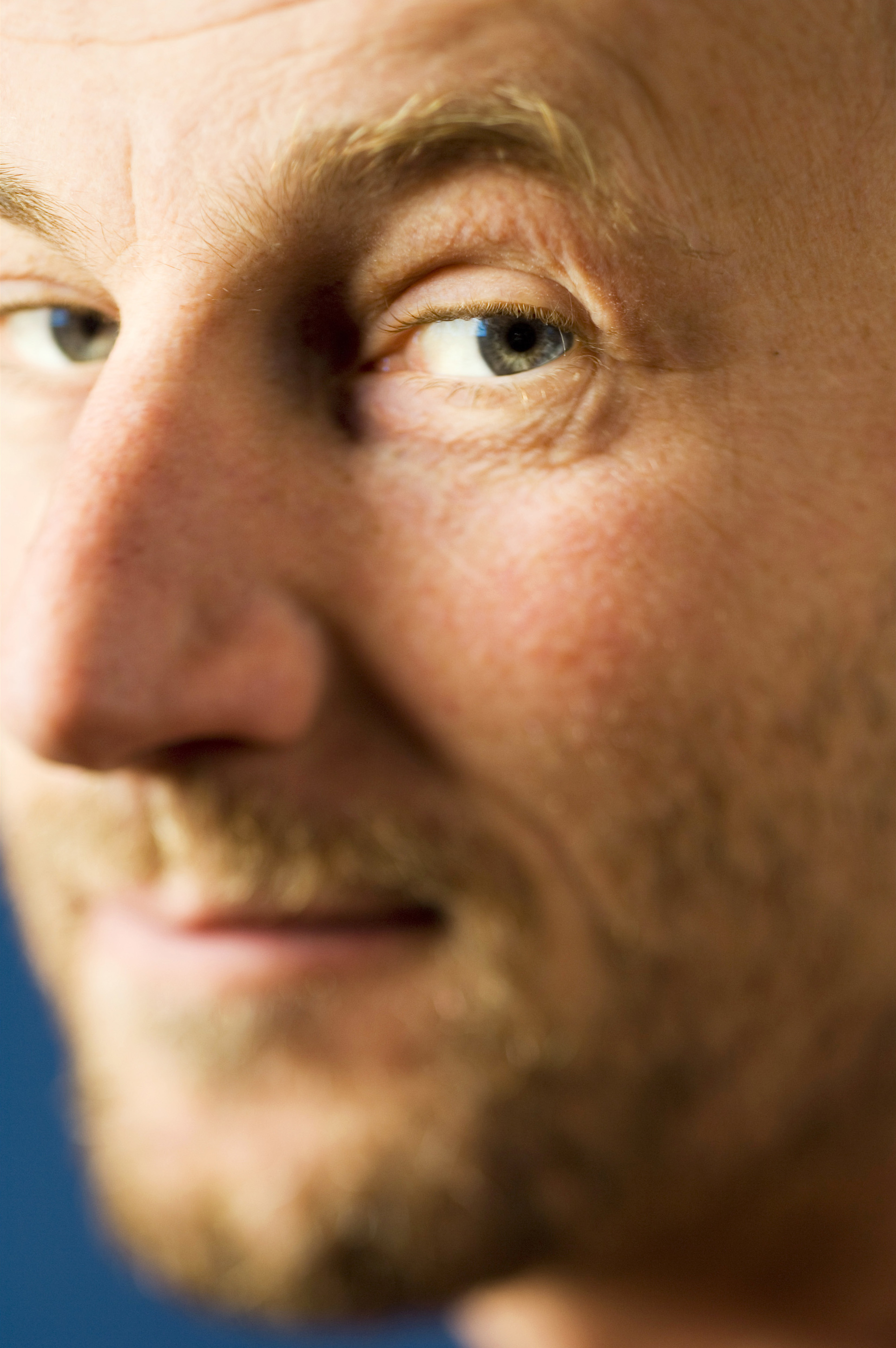
Roland Düringer 2006

| Premiere | Titel                                                                | Anmerkungen            |
| -------- | -------------------------------------------------------------------- | ---------------------- |
| 1985     | Atompilz von links                                                   | mit Schlabarett        |
| 1986     | Kultur gegen alle                                                    | mit Schlabarett        |
| 1987     | Tod und Gott                                                         | mit Schlabarett        |
| 1988     | Sein und Schwein                                                     | mit Schlabarett        |
| 1988     | Planlos                                                              | mit Schlabarett        |
| 1990     | Fröstl                                                               | mit Schlabarett        |
| 1991     | Muttertag                                                            | mit Schlabarett        |
| 1992     | Mahlzeit                                                             | mit Schlabarett        |
| 1993     | Roll over Rilke                                                      | mit Herwig Seeböck     |
| 1994     | Hinterholzacht: 20 Jahre Abrechnung                                  | 2002 Wiederaufführung  |
| 1995     | Superbolic: Das Jahr der Entscheidung                                |                        |
| 1997     | Benzinbrüder-Show                                                    |                        |
| 1999     | Regenerationsabend                                                   | 2006 Wiederaufführung  |
| 2001     | Die Viertelliterklasse: 250 ccm                                      |                        |
| 2003     | Gemischtes Doppel                                                    | mit Alfred Dorfer      |
| 2004     | Düringer spielt Dürflinger: Die besten Wuchteln aus allen Programmen |                        |
| 2005     | Düringer ab 4,99                                                     |                        |
| 2006     | Einzelstück                                                          |                        |
| 2006     | Silvestergala                                                        | mit Lukas Resetarits   |
| 2010     | Ich: EinLeben                                                        | 1. Teil einer Trilogie |
| 2012     | Wir: Ein Umstand                                                     | 2. Teil einer Trilogie |
| 2014     | Ich: Allein?                                                         | 3. Teil einer Trilogie |
| 2015     | Weltfremd                                                            |                        |
| 2017     | Der Kanzler                                                          |                        |
| 2019     | Africa Twinis                                                        |                        |

## Film und Fernsehen
- 1993: Muttertag – Die härtere Komödie
- 1995: Freispiel
- 1995–2000: Kaisermühlen Blues
- 1997: Qualtingers Wien
- 1998: Hinterholz 8
- 1998–2002: MA 2412
- 1999: Fink fährt ab
- 1999: Wanted
- 2000: Der Überfall
- 2000: Ternitz, Tennessee
- 2001: Dolce Vita & Co
- 2002: Poppitz
- 2003: MA 2412 (Die Staatsdiener)
- 2004: Basta – Rotwein oder Totsein (c(r)ook)
- 2005: Die Viertelliterklasse
- 2005: Mutig in die neuen Zeiten – Im Reich der Reblaus
- 2006: Mutig in die neuen Zeiten – Nur keine Wellen
- 2007: Midsummer Madness
- 2008: Darum
- 2009: Der Fall des Lemming
- 2010: Die Gipfelzipfler
- 2010: Die verrückte Welt der Ute Bock
- 2010: 3faltig
- 2011: Der wilde Gärtner
- 2015: Das ewige Leben
- 2018: Cops
- 2021: Rotzbub (Stimme)
- 2021: Beckenrand Sheriff
- 2022: Tatort: Das Tor zur Hölle (Fernsehreihe)
- 2022: Weber & Breitfuß
- 2022: Schrille Nacht (Fernsehfilm)
- 2023: Operation White Christmas
- 2024: Der Soldat Monika
- 2024: Eigentlich sollten wir (Fernsehfilm)

## Auszeichnungen
- 1994: Österreichischer Kleinkunstpreis Hauptpreis für Hinterholz 8
- 1999: Goldene Romy als „beliebtester Schauspieler“
- 1999: Diagonale-Schauspielerpreis für Hinterholz 8
- 2000: Internationales Filmfestival von Locarno Bronzener Leopard für Der Überfall gemeinsam mit den beiden anderen Hauptdarstellern Josef Hader und Joachim Bißmeier
- 2001: Kabarettpreis Karl Hauptpreis
- 2002: Ybbser Spaßvogel durch die Stadtgemeinde Ybbs an der Donau
- 2003: Goldene Romy als „beliebtester männlicher Serienstar“

## Publikationen
- mit Eugen Maria Schulak, Rahim Taghizadegan, Thomas Wizany: Das Ende der Wut. Ecowin Verlag, Salzburg 2012, ISBN 978-3-7110-0026-2.
- mit Eugen Maria Schulak, Rahim Taghizadegan: Über die Erziehung. Ecowin Verlag, Salzburg 2013, ISBN 978-3-7110-0031-6.
- mit Clemens G. Arvay: Leb wohl, Schlaraffenland: Die Kunst des Weglassens. edition a, 2013, ISBN 978-3-99001-065-5.
- Weltfremd? edition a, Wien 2015, ISBN 978-3-99001-136-2.
- Meine Stimme g!lt. Und Deine …? Brandstätter, Wien 2017, ISBN 978-3-7106-0095-1.